# Hook (Nouvelle-Zélande)
La ville de Hook est une localité peu peuplée du sud d la région Canterbury, située dans l’Île du Sud de la Nouvelle-Zélande .

## Situation
Elle est localisée sur la plaine costale le long de l’Océan Pacifique.
La rivière Hook s’écoule à travers la ville de Hook pour se déverser dans le lagon de Wainono (en).
La ville la plus proche est Waimate, située à approximativement 8 km vers le sud-ouest, et d’autres localités comprennent «Makikihi» vers le nord, «Waiariari» vers l’ouest, et Studholme vers le sud.

## Accès
La route State Highway 82 / S H 82 (en) diverge à partir de la route State Highway 1/S H 1 au niveau de la ville de Hook, et la ligne de chemin de fer de la ligne principale du sud (en) passe à travers la localité.
La ligne de chemin de fer fut ouverte le 1er février 1877, mais la station de Hook est maintenant fermée .